# Bohumil Bydžovský
Bohumil Bydžovský (Duchcov, 14 de março de 1880 – Jindřichův Hradec, 6 de maio de 1969) foi um matemático tcheco, especilista em geometria algébrica e álgebra.
Obteve um doutorado na Universidade Carolina, orientado por Karel Petr.
Publicou artigos sobre a história da geometria e educação matemática.
Foi palestrante convidado do Congresso Internacional de Matemáticos em Estrasburgo (1920), em Toronto (1924), em Bolonha e em Oslo (1936).
Casado, foi pai de dois filhos.